# 딜로람 타슈무하메도바
딜로람 고푸르자노브나 타슈무하메도바(Diloram Gofurjanovna Tashmukhamedova, 1962년 12월 19일 ~ )는 우즈베키스탄의 여자 외교관 겸 정치가이다.
타슈켄트 의과대학원대학교 시절 사이다민 솔리후자예프 교수를 사사하기도 한 그녀는 훗날 우즈베키스탄 대통령 비서실 의과학행정특보비서관 직책을 지냈다.